# Salvatierra (Guanajuato)
Salvatierra es una localidad del estado mexicano de Guanajuato, cabecera del municipio de Salvatierra. Conocido por haber sido la primera demarcación a la que se le otorgó el título de ciudad en el estado de Guanajuato, Salvatierra ofrece un ambiente de tranquilidad y armonía al pasear por las calles del Centro Histórico, llenas de colores y de grandes monumentos construidos en el período del Virreinato. La riqueza arquitectónica de Salvatierra le ha merecido el reconocimiento como tercera ciudad colonial del estado de Guanajuato. Desde el 2012, Salvatierra es reconocido como Pueblo Mágico.

## Historia
El 9º de febrero de 1644 se le concede el título de ciudad con el nombre de San Andrés de Salvatierra, en virtud de la ordenanza expedida el 9 de febrero del mismo año por el virrey García Sarmiento de Sotomayor. Esta fundación se originó con una población casi exclusiva de españoles, situación que permitió que el décimo noveno Virrey de la Nueva España otorgara Cédula Real a través de la cual, la antigua población de San Andrés Chochones fuera elevada en rango para convertirse en la primera en ostentar la categoría de ciudad entre todas las que actualmente conforman el estado de Guanajuato. Esta licencia se otorgó conforme lo dispuesto por Felipe IV, rey de España, en su real cédula dada en Cuenca el 12 de junio de 1642. Se señaló su jurisdicción en las diligencias que practicó don Pedro de Navia, fiscal de su majestad y justicia mayor de dicha ciudad el 19 de febrero de 1646 y se confirmó el 26 de noviembre de 1705. La orden de San Agustín se estableció en Salvatierra en la segunda mitad del siglo XVI, llegando a conformar un magnífico conjunto conventual del que aún pueden admirarse impresionantes vestigios en la población de San Nicolás de los Agustinos. Por su parte, la orden de Santo Domingo fundó un modesto hospital de indígenas del que aún pueden admirase el templo con atrio y algunas crujías.
Salvatierra ostenta uno de los tres únicos ejemplos de arquitectura para el monacato femenino en Guanajuato; el establecimiento de estos complejos suponía una categoría especial para las ciudades que los contenían. Fundado en el año de 1778 el convento de las Capuchinas conserva su carácter barroco, más evidente aún en su extraordinario claustro mayor. Salvatierra, es rica en arquitectura civil y religiosa; haciendas, puentes, conventos y casonas envuelven su tradición y señorío; abundan los patios con arcadas de estilos diversos. No se puede dejar de citar, la existencia de numerosas haciendas, que son asombro vestigio de los pródigos dones de esta tierra. Salvatierra con cerca de 360 construcciones patrimoniales catalogadas y con singular antecedente histórico, ha sido reconocida, por sus dimensiones históricas, culturales y arquitectónicas como la Primera Ciudad del Estado de Guanajuato.
El Valle de Huatzindeo, donde se localiza la ciudad de San Andrés de Salvatierra, estuvo poblado desde el preclásico superior como lo demuestra la cerámica allí encontrada; en el siglo XII los Chichimecas fundaron comunidades que más tarde conquistaron los Purépechas.
En la época de la conquista, los españoles establecieron encomiendas y haciendas, como: Santo Tomás, la Concepción, San Buenaventura y San Nicolás de los Agustinos; a mediados del siglo XVI un grupo de indígenas traídos de Oaxaca se asentó en el pueblo de Chochones; los habitantes del Valle de Huatzindeo se concentraron allí hacia 1632, denominando al sitio San Andrés de Chochones, antecedente de la ciudad de Salvatierra.
En 1526, un cacique de Yuririapúndaro, al mando de los Chichimecas, facilitó la evangelización de los indígenas, mediante la intervención de los frailes franciscanos, quienes en 1564 establecieron la doctrina de San Buenaventura de Huatzindeo, con un hospital semejante a los fundados por Vasco de Quiroga y Fray Juan de San Miguel en Michoacán.
El año de 1619 vio iniciar la construcción del nuevo convento y templo de los franciscanos con el nombre de San Andrés de Huatzindeo; que fue elevado a la categoría de parroquia en 1643. En 1659 los franciscanos decidieron construir un nuevo templo que fue concluido hacia 1750 bajo la advocación de San Buenaventura.
La ciudad de Salvatierra, tuvo tres molinos de harina, cuyas "licencias de saca de agua", emitidas por el virrey don Diego Fernández de Córdova datan del siglo XVII: la de Gabriel López de Peralta de 1618 para el molino "La Esperanza" ubicado en el sitio de la actual fábrica "La Reforma", la de Pedro Arizmendi Gugorrón de 1631 para los molinos "El Mayorazgo" y el que se conoció como "Molino de la Ciudad".
Los labradores del Valle de Huatzindeo, una vez congregados en el puesto de Chochones, solicitaron la licencia para fundar una ciudad en 1636; por lo que el virrey don García Sarmiento de Sotomayor, conde de Salvatierra y marqués de Soboroso, expidió el 9 de febrero de 1644 el título de ciudad de San Andrés de Chochones, llamándola San Andrés de Salvatierra, siendo la primera ciudad en el actual estado de Guanajuato.
La Orden de los Carmelitas Descalzos, quienes se unieron a la labor evangelizadora de los misioneros franciscanos, planificaron y realizaron varias obras en la ciudad, como la fundadción de un convento el 25 de mayo de 1644, erigido por Fray Andrés de San Miguel, tratadista y uno de los arquitectos más importantes de la Nueva España en el siglo XVII, también edificaron la hacienda de San José del Carmen en el camino a Cortazar.
En 1650 Fray Andrés de San Miguel construyó sobre el río Lerma el puente conocido como "Puente de Batanes", el cual forma parte del escudo de la ciudad de Salvatierra. En este sitio el 16 de abril de 1813 Agustín de Iturbide derrotó al jefe insurgente Ramón López. Cabe mencionar que este puente es uno de los dos que en la República Mexicana se han conservado intactos desde la fecha de su creación y se encuentran en uso vial. Hay una leyenda que lo coloca dentro de la tradición de los puentes del Diablo.
El 8 de marzo de 1659 se otorgó al indígena Juan Miguel, alcalde del valle de Huatzindeo, una Merced de Tierra donde su fundó el barrio de San Juan Bautista para la comunidad de indígenas, y se edificó una capilla en 1667, que se integró al templo concluido en 1740.
En 1743, se inició la edificación del templo, que es hoy la Parroquia de Nuestra Señora de las Luces o Virgen de la Luz de Salvatierra, de fama milagrosa, a la cual se le rendía culto desde el siglo XVI, y que fue mencionada en la solicitud de fundación de San Andrés de Salvatierra. En la portada de la capilla anexa a este templo está labrado el escudo de la ciudad.
El 12 de octubre de 1810, procedentes del Jaral, los insurgentes, al mando del cura don Miguel Hidalgo y Costilla, ocuparon la hacienda de San Nicolás de los Agustinos, tomando posteriormente la plaza de Salvatierra.
En 1813 frente a la pared del Molino de Batanes (en las faldas del puente del mismo nombre) fueron fusilados 25 insurgentes, acción que valió a Agustín de Iturbide su ascenso a coronel del Regimiento de Infantería de Celaya y comandante general de la provincia de Guanajuato.
Las características formales de la edificación de la ciudad, la relación de espacios y su estructura urbana, tal como hoy se conserva son elocuente testimonio de su excepcional valor para la historia social, política y artística de México.
Salvatierra fue declarado como pueblo mágico en el año 2012, formando así parte como uno de los 5 pueblos mágicos del estado de Guanajuato, para obtener este título fue basado en su historia trascendental, su maravillosa arquitectura, sus innumerables leyendas de sus casonas, conventos, callejones, etc., convirtiéndose ahora en una gran atracción turística, siendo de relevancia "La Marquesada" la cual es llevada a cabo en el último fin de semana del mes septiembre a la cual asiste un gran número de personas, también hay diferentes lugares para visitar como el convento de capuchinas, el puente y la ex hacienda de batanes, el sabinal (parque ideal para asistir con amistades o familias), el monasterio del carmen, entre muchos más sitios.

## Gobierno y política
Salvatierra es uno de los 46 Municipios Libres pertenecientes al Estado de Guanajuato, cuya Constitución Política establece que:
"ARTÍCULO 106. El Municipio Libre, base de la división territorial del Estado y de su organización política y administrativa, es una Institución de carácter público, constituida por una comunidad de personas, establecida en un territorio delimitado, con personalidad jurídica y patrimonio propio, autónomo en su Gobierno Interior y libre en la administración de su Hacienda."
"ARTÍCULO 107. Los Municipios serán gobernados por un Ayuntamiento. La competencia de los Ayuntamientos se ejercerá en forma exclusiva y no habrá ninguna autoridad intermedia entre los Ayuntamientos y el Gobierno del Estado."

## Origen del nombre
El municipio de Salvatierra se fundó en lo que los antiguos habitantes prehispánicos denominaban Huatzindeo, que significa “lugar de hermosa vegetación”.

## Geografía
Salvatierra pertenece a la zona geográfica guanajuatense de los Valles del Sur o Valles Abajeños, junto con los municipios de Valle de Santiago, Moroleón, Uriangato, Yuriria, Jerécuaro, Tarimoro, Tarandacuao y otros; cuenta con un clima templado, con una precipitación de 700 mm y lluvias en verano. En cuanto a orografía, la zona pertenece al eje neo-volcánico transversal mexicano. En su hidrografía, Salvatierra se ve beneficiada con la aparición del Río Lerma, mismo que enverdece el paisaje la mayor parte del año.

### Localización
Limita al norte con el municipio de Cortazar, al noreste con el municipio de Tarimoro, al sur con el de Acámbaro y el estado de Michoacán; al oeste con los municipios de Yuriria y Santiago Maravatío y al noroeste con el de Jaral del Progreso. Su territorio es conformado por 64 localidades. Entre sus cerros y lomeríos destaca el cerro de Culiacán, el cual comparte con Jaral del Progreso y Cortazar.

### Extensión
La superficie del municipio comprende 507.68 km², equivalente al 1.66 % del territorio estatal. Su división territorial lo conforman 64 comunidades.

### Clima
El clima es Subtropical subhúmedo durante todo el año, y se considera como uno de los más benévolos del país. La temperatura máxima es de 33.4 °C y la media anual es de 18.1 °C; la mínima de 2 °C. La precipitación pluvial es de 730 milímetros anuales.

### Orografía
La región montañosa del municipio se encuentra al sur, formando parte de la sierra de Los Agustinos, y al norte con las estribaciones del cerro Culiacán, quedando entre estas dos formaciones orográficas las tierras agrícolas y algunas prominencias como cerro Pelón y cerro Grande, las Cruces, las Cañas, Tetillas, cerro Prieto, Cupareo, el Conejo y San Gabriel. La altura promedio de estas elevaciones es de 2,000 metros sobre el nivel del mar.
En el sur del municipio el suelo es de roca basáltica mientras que en el norte el suelo es aluvial.
Del Cerro Tetillas se extrae arena, grava y confitillo de origen volcánico, también se extrae tepetate.

### Edafología
Predomina en la superficie del territorio municipal el suelo Vertisol Pelico, de color oscuro, en general con textura arcillosa y profundidad media de 60 centímetros o más, sin sales aparentes, agrícolamente fértiles.

### Hidrografía
El municipio está cruzado de sur a norte por el río Lerma. De cerro grande bajan corrientes que se pierden en las partes bajas, algunas de ellas forman los arroyos, la Colorada, la Celaya y las Vegas. Otras han sido canalizadas para un mejor aprovechamiento y los sobrantes van a dar al río Lerma.
En años anteriores el agua del río era utilizada en su gran mayoría para el riego de los sembradios en la actualidad el agua es insuficiente y está muy contaminada ya que no se tiene un adecuado control de los desechos de las empresas y no se aplican sanciones por este hecho.
Afluentes de este río son los canales Maravatío, Urireo y Tarimoro con una longitud de 215 km.
Salvatierra se encuentra localizado en la Cuenca Hidrológica del Río Lerma Santiago. Dentro del mismo municipio se distinguen tres subcuencas: la primera la Subcuenca de la Presa Solís - Salamanca que abarca la mayor parte del municipio en la zona norte, centro y este. La segunda subcuenca, la de la Laguna de Yuriria se ubica en las zonas oeste y suroeste del municipio y la
última región se localiza en la parte sur de Salvatierra colindante con el estado de Michoacán.

### Fauna
La fauna está formada por conejo, tlacuache, coyote, ardilla, coralillo, alicante, zorrillo, lagartija, peces de río; entre las aves hay zopilotes y gavilanes.

### Vegetación
La vegetación está constituida básicamente por mezquites, huisaches, nopales y órganos; en el cerro de los agustinos abundan los encinos. El río Lerma está vigilado por ahuehuetes, fresnos, sabinos, sauce, carrizal. En el resto de su superficie, el municipio tiene huisache, mezquite, pirul, nopales, joconostle, garambullo y navajillo. En la cabecera municipal existen huertos de guayabos, manzanos, mangos, perones, granadas, duraznos. Entre todos los frutos, la guayaba es el más representativo del municipio.

### Clasificación y uso del suelo
Superficie del municipio 507.68 km²
- Uso agrícola 197.9 km²
- Uso pecuario 82.53 km²
- Uso habitacional 9.91 km²
- Uso industrial 18.94 km²
- Uso forestal 30.02 km²
- Uso para turismo 1.32 km²
- Uso vegetación natural 123.78 km²
- Uso riesgo por inundación de río 43.28 km²

### El Marquesado
Gerónimo López (hijo) fundó en el gran heredad de tierras que recibió de su padre, uno de sus tres Mayorazgos, estableciendo un molino de trigo en las inmediaciones del Valle de Huatzindeo, dotándolo de energía hidráulica para su funcionamiento, haciéndolo sacar el agua del río.
Gabriel López de Peralta acrecentó la heredad de su padre y de su abuelo, adquiriendo gran extensión de tierras que alcanzaban desde el margen derecho del río hasta colindar con el Valle de Tarimoro. De estas tierras ofreció al Virrey para el asentamiento de la ciudad, a condición de que se le asignara a perpetuidad el cargo de Corregidor de la misma.
No habiéndose cumplido con lo que se convino, sus descendientes entablaron demanda contra el Rey, ganándole el juicio; por lo que en compensación el 3 de diciembre de 1707 se expidió la Cédula Real por la cual se fundaba el Marquesado de Salvatierra, correspondiendo el primer título a Doña Francisca Gerónima Catalina López de Peralta Sámano Turcios Luyando y Bermeo, bisnieta de Don Gabriel.
Sobre la finca del antiguo molino del Mayorazgo, se levantó la palaciega mansión del Marquesado, cuyas minas aún se conservan.
Actualmente existen severas polémicas respecto a reconocer el Marquesado como objeto de festejo debido a que, según el pueblo, la guerra de independencia nos libró precisamente de la corona española. Aunque habría que reconocer también que, uno de los firmantes del Acta de la Independencia de México de España fue don Miguel Gerónimo López de Peralta, Sexto Marqués de Salvatierra, que se desempeñó posteriormente como capitán de la Guardia Imperial de Iturbide y gobernador de la ciudad de México.

## Escudo de Armas
Está constituido por un óvalo dividido en 4 cuarteles. En dos de ellos ostenta la Cruz de San Andrés, aun simboliza a la antigua congregación de San Andrés Chochones, lugar en el que se asentó la Nueva Ciudad y a la otra que oficialmente se fundó con el nombre de San Andrés de Salvatierra, el primer cuartel está pintado de púrpura. Otro de los cuarteles tiene un campo de trigo con tres haces de espigas que simbolizan los tres molinos de pan moler que existían en la ciudad. Su color es plata. El cuarto cuartel presenta el antiguo Puente de Batanes y simboliza la unión del Valle de Huatzindeo con la Nueva Ciudad; su color es oro.
La ornamentación exterior es relativamente reciente, resultado de un concurso popular realizado en el año de 1944.

## Monumentos históricos y arquitectónicos
Entre los monumentos principales del municipio de Salvatierra se encuentran: el Templo y Convento del Carmen, construidos entre 1644 y 1655; el Puente de Batanes, construido en 1649 y que fue escenario de batallas históricas; el Convento Franciscano, cuya construcción se inició en 1645 y se concluyó en 1743; el Santuario Diocesano de Nuestra Señora de la Luz Patrona de Salvatierra, Guanajuato,  obra realizada entre 1743 y 1808; el Convento de Capuchinas; el Templo del Barrio de San Juan, que data de 1745 y marca el sitio donde existió la Autónoma República de Indios; las Ruinas del Mayorazgo y del Marquesado de Salvatierra; la Fábrica de La Carolina y Reforma, fundada en 1845; La hacienda de San José del Carmen de la familia Llamosa que data de 1680; el Mercado Hidalgo, edificado entre 1910 y 1912 y famoso, entre otras cosas por su magnífica fachada labrada en muy fina cantería.

### Haciendas agrícolas
- Hacienda del Carmen Siglo XVII
- Hacienda y Convento de San Nicolás de los Agustinos Siglos XVII, XIX y XX
- Hacienda Molino de Ávila Siglo XVII
- Hacienda La Pequeña Siglos XIX y XX
- Hacienda de Las Flores Siglos XIX y XX
- Hacienda de Guadalupe Siglos XVII
- Hacienda de Santo Tomás Huatzindeo Siglos XIX y XX
- Hacienda La Luz Siglo XVIII
- Hacienda Maravatío del Encinal Siglo XVII
- Hacienda de Ballesteros Siglos XIX y XX
- Hacienda de la Palma de la Luz Siglos XIX y XX
- Hacienda de San José del Carmen Siglos XIX y XX
- Hacienda de San Juan Siglos XVIII, XIX y XX
- Hacienda de San Buenaventura Siglo XIX
- Hacienda y Molino de Batanes Siglo XIX

## Hechos históricos relevantes
Dentro de la historia de Salvatierra se registran diversos acontecimientos importantes, tales como la Batalla del Puente de Batanes, ocurrida el 16 de abril de 1813 entre el general insurgente Ramón López y Agustín de Iturbide.

## Demografía
En el 2005 la población urbana representó el 67.48 %, de la cual, la cabecera Municipal, corresponde a zona urbana media, mientras que El Sabino, Maravatío del Encinal, San Nicolás de los Agustinos, San Pedro de los Naranjos, y Urireo, corresponden a zona urbana baja, el resto de la población menor a los 2,500 habitantes, viven en zonas rurales, es decir, el 32.52 %.
La población total del municipio de Salvatierra es de 92mil 411 habitantes, cifra que representa el 1.88 % de la población total del Estado.
Las mujeres constituyen el grupo de población mayoritario y representan el 53.56 % de la población existente en el municipio, lo cual equivale a 49,493 habitantes.
En las primeras edades se observa, una mayor proporción de hombres, que de mujeres, 102 hombres por cien mujeres en edades de 0 a 14 años. En el siguiente grupo de 15 a 59 años, este indicador disminuye considerablemente a 78.7hombres por cada cien, debido a la movilidad de personas hacia otros municipios, estados y otros países principalmente Estados Unidos, Canadá y España. Y en las últimas edades de 60 años y más hacienden a 89.5 hombres por cada 100 mujeres. Probablemente en este caso se dé un retorno de la población masculina a su lugar de origen.
De la población total del municipio el 46.44 % (42,918 habitantes) son hombres, el restante 53.55 % (49,493 habitantes) son mujeres. En el municipio de Salvatierra hay más mujeres que hombres, lo que representa un índice de masculinidad de 86.7 por 100 mujeres.
En el año 2004 se registraron 755 matrimonios y 40 divorcios, para el año 2005 se aumentó a 799 matrimonios, incrementándose tan solo en un 5.83 %, mientras que los divorcios pasaron a 79, aumentándose en un 97.5 % Este indicador, confirma el cambio cultural que se suscita dentro del municipio.
Las familias que están bajo la responsabilidad de una jefa de hogar (que no vive en pareja). Un fenómeno que se apoya en causas socioeconómicas y culturales que viene creciendo en forma sostenida, y que hoy en día reúne a 19,687 jefas de familia en el municipio.

## Educación
- Escuela del Nivel Medio Superior de Salvatierra (Universidad de Guanajuato)
- Colegio Cristóbal Colón
- Colegio Guadalupe Victoria
- Sindicato Textil Revolución
- Centro de Bachillerato Tecnológico Agropecuario n.º 219 Brigadier Miguel Sánchez (CBTa 219)
- Centro de Estudios Tecnológicos Industrial y de Servicios José Manuel Zozaya Bermúdez n.º 89 (CETis 89)
- Unidad de Estudios Superiores de Salvatierra (UNESS) de la Universidad de Guanajuato
- Escuela Secundaria Técnica n.º 2 (EST 2)
- Escuela Secundaria Técnica n.º 17 (EST 17)
- Escuela Secundaria Técnica n.º 52 Ramón López Velarde (EST 52)
- Escuela Secundaria Técnica n.º 57 (EST 57)
- Escuela Secundaria Federal Alfonso Reyes
- Instituto Tecnológico de Estudios Superiores de Salvatierra (ITESS)
- Universidad a Distancia del Estado de Guanajuato (UNIDEG) campus Salvatierra
- Escuela Liceo San Luis (Escuela Normal)
- Complejo Educativo Fray Andrés de San Miguel (Escuela Normal)
- Escuela Secundaria Particular Fray Andrés de San Miguel (perteneciente al Complejo antes mencionado)
- Escuela Preparatoria Particular Profesor Leopoldo Salgado Tovar (idem)
- Instituto Gastronómico
- Escuela García Sarmiento de Sotomayor (Escuela Normal)
- Centro de Investigaciones Humanísticas (CIH) de la Universidad de Guanajuato
- Preparatoria particular Instituto Vasco de Quiroga (IVAQ)
- Escuela Primaria Privada Gabriela Mistral
- Escuela Primaria Hermanos Arechederra
- Colegio Bachiller Puente de Batanes
- Telesecundaria 151

## Actividad económica
El sector económico que predomina en el municipio es el terciario. Actualmente la población se concentra en el sector comercio en detrimento de la actividad agropecuaria, la cual se ha especializado y enfocado a una producción que sale del municipio.
Agricultura - Salvatierra es único en el estado, ya que produce una gran diversidad de productos agrícolas como son ajo, apio, avena forrajera, brócoli, cacahuate, calabaza, camote, cebada, cebolla, cilantro, chicharo, chile, col, coliflor, fríjol, garbanzo, haba, tomate rojo, lechuga, maíz, melón, pepino, sandía, tomate, trigo, zanahoria, gladiola, sorgo, alfalfa, caña, caña nueva, chayote, durazno, espárrago, fresa, guayaba, nopal, pasto y uva.
Tipos de riego que cuenta Salvatierra:
- Gravedad (agua del río Lerma procedente de la presa de Solís)
- Pozos Particulares de riego 170 aprox.
- Pozos Oficiales (18)
- Bombeos Directos del Río

Salvatierra dispone de un total de acuerdo a CONAGUA de 96 millones de metros cúbicos para el año agrícola 2007
Uso suelo y vegetación 59243.112 Hectáreas
- Agricultura 42,674.37 hectáreas
- Pastizal 2,893.22 hectáreas
- Bosque 722.981 hectáreas

Ganadería - La actividad ganadera no es la más importante del municipio, sin embargo tiene una presencia destacada. El ganado que sobresale es el porcino, bovino y caprino, aunque también se cuenta con actividades en el ganado ovino y las aves.
Industrial - La industria en el municipio es la tercera actividad económica en importancia después de la agricultura. Principalmente se trata de la importante industria textil de la Fabrica La Carolina y Reforma.

## Festividades en la ciudad
- Feria de la Candelaria - Último jueves de enero al 9 de febrero.
- Fundación de la Ciudad  - 9 de febrero.
- Festividades de la Virgen del Carmen - Todo el mes de julio.
- Festividades de la Virgen de la Luz - Todo el mes de mayo, la Virgen de la Luz tiene su santuario en la Catedral Metropolitana de León, Guanajuato.
- Festividades de la Virgen del Rosario - 28 de septiembre al 7 de octubre.
- Festividades a San Francisco de Asís - 25 de septiembre al 4 de octubre.
- Festival Marquesada - Último fin de semana de septiembre. Se busca que el evento sea un encuentro de cultura,  tradición e identidad salvaterrenses y no una fiesta de imitación.

## Localidades principales
| Nombre                                                        | Población |       |
| ------------------------------------------------------------- | --------- | ----- |
| Salvatierra (Cabecera municipal)                              | 35,401    |       |
| Urireo                                                        | 9,385     |       |
| San Nicolás de los agustinos                                  | 6,753     |       |
| San Pedro de los Naranjos                                     | 4,365     |       |
| El Sabino                                                     | 3,904     |       |
| Maravatio del Encinal                                         | 3,262     |       |
| Cupareo                                                       | 1,982     |       |
| Santo Tomas Huatzindeo                                        | 1,950     |       |
| Ojo de Agua de Ballesteros                                    | 1,633     |       |
| San Miguel Eménguaro                                          | 1,526     |       |
| La Luz                                                        | 1,283     |       |
| La Quemada                                                    | 2500      |       |
| La Estancia de San José del Carmen                            | 1,252     |       |
| La Estancia del Carmen de Maravatío (conocido como El Carmen) | 1,250     |       |
| Puerta del Monte                                              | 1,071     | [ 8 ] |

## Hermanamientos
- Huamantla, México (2019)[9]
- Irwindale, Estados Unidos.[10]